# Terrorisme en 1999
Chronologie du terrorisme
- 1995
- 1996
- 1997
- 1998
- 1999
- 2000
- 2001
- 2002
- 2003

## Événements

### Mars
- 19 mars 1999, Russie : une bombe explose à Vladikavkaz, faisant soixante-deux morts et de nombreux blessés[1].

### Avril
- 17, 24 et 30 avril 1999, Royaume-Uni : à Londres, le néo-nazi David Copeland fait exploser trois bombes visant les immigrés à Brixton, Brick Lane et la communauté gay à Soho. Bilan : trois morts et cent cinquante-deux blessés[2].
- 20 avril, États-Unis : à Littleton, dans le Colorado, deux étudiants du lycée Columbine ouvrent le feu sur des élèves du lycée, faisant treize morts et vingt-trois blessés[source insuffisante][3]. (voir l'article Fusillade de Columbine pour plus de détails)

### Septembre
- 4 septembre 1999, Russie : une voiture piégée explose près d'un immeuble logeant des militaires russes et leurs familles à Bouïnaksk, faisant soixante-quatre morts et cent trente-trois blessés[4].
- 9 septembre 1999, Russie : un attentat contre un immeuble d'habitation à Moscou tue quatre-vingt-douze personnes et en blesse deux cent soixante-quatre autres[4].
- 13 septembre 1999, Russie : un attentat similaire contre un autre immeuble d'habitation à Moscou fait cent vingt-quatre morts. Ces deux attentats sont attribués aux indépendantistes tchétchènes[4].
- 16 septembre 1999, Russie : un camion piégé explose à Volgodonsk au sud du pays, tuant dix-sept personnes et en blessant soixante-neuf autres[4].

### Décembre
- 29 décembre 1999, Liban : un attentat du Hezbollah au Sud-Liban fait un mort[5].